# KkStB 37 sorozat
A kkStB 37 sorozat egy tehervonati szerkocsisgőzmozdony-sorozat volt a Császári és Királyi Osztrák Államvasutak-nál (k.k. österreiche Staatsbahnen, kkStB), amely mozdonyok eredetileg a Dalmatiner Staatsbahn-tól származtak.
A hat mozdonyt 1877-ben szállította a Bécsújhelyi Mozdonygyár a Dalmatiner Staatsbahn-nak. Ezek már 1886-ban új kazánokat kaptak.
A mozdonyok C tengelyelrendezésűek voltak és a Dalmatiner Staatsbahn-nál az 1-6 pályaszámokat kapták meg. Az 1885-ös államosítás után a kkStB előbb a  3001-3006, majd 1992-től a 3701-3706, végül 1905-től a 37.01-06 pályaszámokat adta nekik. Ezek a mozdonyok kisebbek és gyöngébbek voltak a kkStB háromcsatlós mozdonyainál.
Az első világháború után a megmaradt mozdonyok az FS-hez és a JDŽ-hez kerültek. Az FS selejtezte őket anélkül, hogy besorolást kaptak volna. A JDŽ a JDŽ 121 sorozatba osztotta be őket.
Végezetül meg kell jegyezni, hogy a kkStB a 37 sorozatba korábban a Rakonitz–Protivíner Bahn-tól származó 12 mozdonyát sorolta be, de azokat 1892-ben átsorolta a kkStB 32 sorozat 13-24 pályaszámtartományába.

## Fordítás
- Ez a szócikk részben vagy egészben  a   kkStB 37 című német Wikipédia-szócikk fordításán alapul.  Az eredeti cikk szerkesztőit annak laptörténete sorolja fel. Ez a jelzés csupán a megfogalmazás eredetét és a szerzői jogokat jelzi, nem szolgál a cikkben szereplő információk forrásmegjelöléseként. Az eredeti szócikk forrásai szintén ott találhatóak.